# Tal Shaked
Tal Shaked (Albuquerque, Nou Mèxic, 5 de febrer de 1978), és un jugador d'escacs estatunidenc, que té el títol de Gran Mestre. Fou Campió del món juvenil el 1997, tot i que es troba retirat de la competició professional almenys des de l'any 2000.

## Biografia i resultats destacats en competició
Shaked va aprendre el joc als set anys, i desenvolupà les seves habilitats escaquístiques en les organitzacions d'escacs escolars de Tucson, Arizona. Com a júnior, Shaked guanyà uns quants campionats escolars nacionals, incloent-hi el Campionat Primari Nacional de 1987, el Campionat Elemental Nacional de 1990, el Campionat de K-8 Nacional de 1991, el Campionat de K-8 Nacional de 1992, el Campionat dels Estats Units Cadet (Sub-16) de 1992, i el Campionat Júnior dels Estats Units (Sub-20) de 1995; també guanyà el National Open de 1995. Shaked va guanyar el Premi Laura Aspis el 1991 en tant que jugador estatunidenc menor de 13 anys amb millor rànquing, i aquell mateix any esdevingué el més jove jugador que mai hagués guanyat el Campionat Estatal d'Arizona.
La victòria de Shaked al Campionat Júnior dels Estats Units de 1995 el feu guanyar-se una plaça al Campionat absolut dels EUA de 1996. Malgrat que era de bon tros el jugador més jove, i el de més baix Elo, sorprengué tothom amb la seva actuació, liderant el torneig després de vuit rondes. Més tard el 1996, Shaked rebé una beca Frank Samford, que li va permetre de disposar de prou recursos econòmics per dedicar-se als escacs a temps complet. Aprofitant l'oportunitat, va assolir tres normes de Gran Mestre en cinc mesos, i obtingué oficialment el títol de Gran Mestre; no seria fins a deu anys més tard que un altre jugador de nascut als Estats Units aconseguiria novament aquest títol. Dos mesos després de la seva tercera norma, Shaked guanyà el Campionat Mundial Júnior de 1997, derrotant el millor jugador del torneig i futur super-GM Aleksandr Morozévitx en un mat d'alfil i cavall, i aconseguint un total de sis victòries i set taules, per quedar per davant de Morozévitx, i del futur Campió del món Ruslan Ponomariov entre d'altres.
Com a guanyador del Campionat del món Júnior, Shaked fou convidat a participar en el supertorneig de Grans Mestres a Tilburg, Països Baixos, amb una nòmina de participants que incloïa el campió del món Garri Kaspàrov, el futur campió mundial Vladímir Kràmnik, i els super GMs Piotr Svidler, Péter Lékó, Aleksei Xírov, Michael Adams, i Judit Polgár. A les darreries de 1997, Shaked competí en el Campionat del món de la FIDE de 1998, i guanyà el seu matx de primera ronda (contra Ivan Morovic), abans de ser eliminat en la segona ronda (per Serguei Rublevski). El 1998, Shaked avançà fins a les semifinals del Campionat dels Estats Units, derrotant Borís Gulko, abans de perdre amb el futur campió Nick de Firmian. Havent ingressat a la Universitat de Maryland amb una beca d'escacs el 1998, ajudà l'equip de la Universitat a guanyar el Campionat Panamericà Intercol·legial per equips, com a primer tauler del seu equip. Posteriorment, es canvià a la Universitat d'Arizona on es graduà en Informàtica.
Shaked posteriorment deixà els escacs de competició, encara que romangué actiu en escacs ràpids per internet. La seva darrera competició seriosa fou el Campionat del món d'escacs de 1999 (FIDE), i ja havia decidit deixar escacs abans d'aquell torneig a causa de la manca de motivació i la incertesa econòmica que implicava ser un jugador d'escacs professional.
Shaked va fer màsters en Informàtica a la Universitat de Washington el 2004. Actualment treballa com a enginyer de programari per a Google.